# Josef Kastert

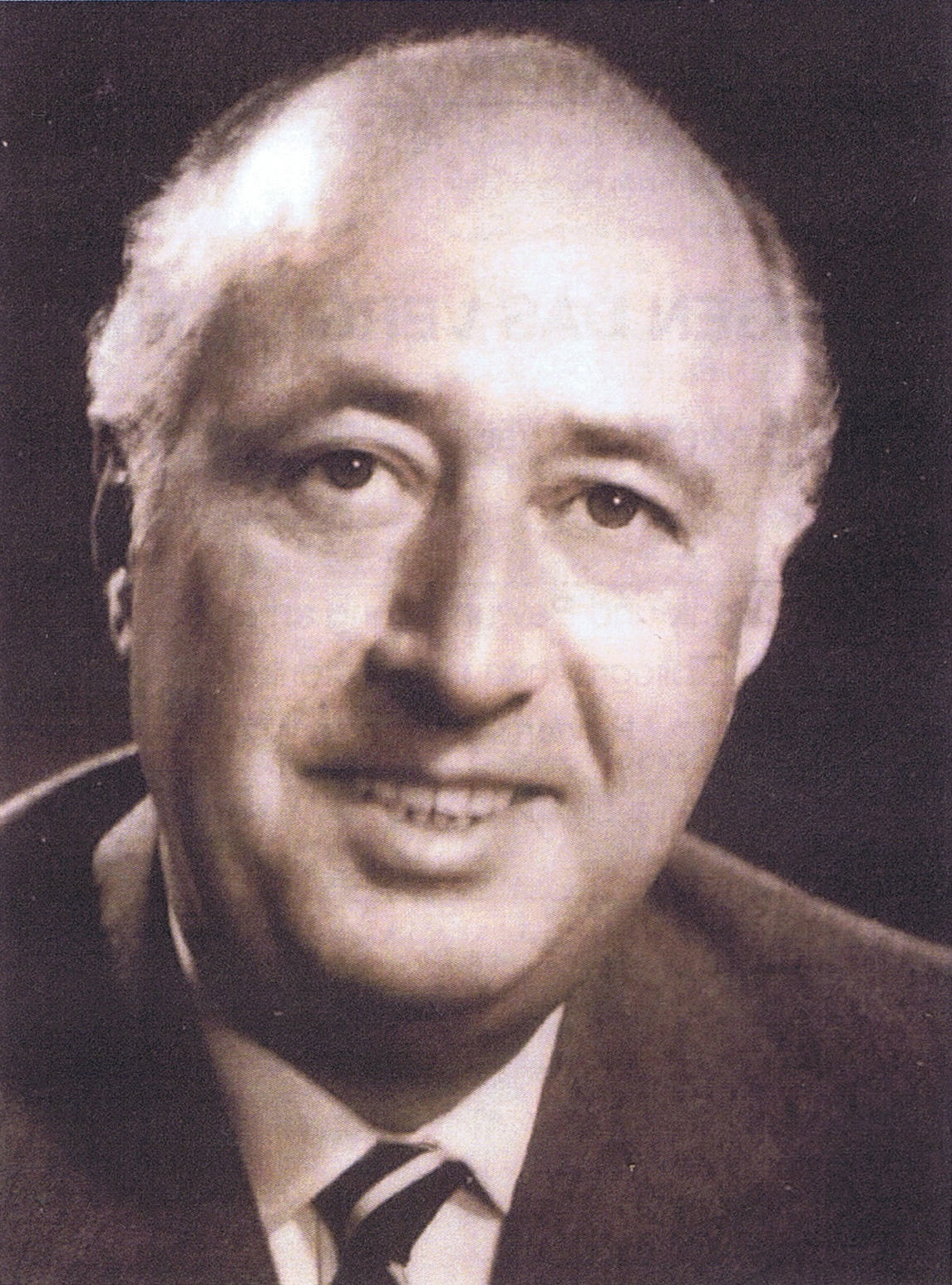
Josef Kastert um 1970

Josef Kastert (* 16. September 1910 in Düsseldorf; † 24. Januar 1993 in Bad Dürkheim) war ein deutscher Mediziner, der sich um die chirurgische Tuberkulose-Bekämpfung und Sozialmedizin verdient gemacht hat. Mit seinen Pionierleistungen auf dem Gebiet der Wirbelsäulenchirurgie hat er im Wesentlichen zur Ausrottung der Volksseuche Knochen-Tbc, insbesondere der Wirbelsäulen-Tbc, nach dem Zweiten Weltkrieg beigetragen.

## Leben
Josef Kastert wurde als Sohn des Betriebsleiters Josef Kastert in Düsseldorf geboren. Nach dem Abitur an der Lessing-Oberrealschule im Jahr 1929 begann er das Medizinstudium an der Universität Bonn, das er mit Staatsexamen 1934 und Promotion 1935 beendete.
1935/36 war er Assistent unter Victor Orator am Marienhospital Duisburg, bis zum Jahr 1938 Assistent am pathologischen Institut Düsseldorf unter Paul Huebschmann. Nach einer Assistentenzeit an der chirurgischen Klinik Düsseldorf bei Emil Karl Frey wurde er im Jahr 1939 Oberarzt am Marienhospital Duisburg bei Viktor Orator.
Vom 1. November 1939 bis zum 8. Mai 1945 war er als Chirurg der Wehrmacht an der Ostfront, v. a. im Reserve-Kriegslazarett in Kielce (Polen), tätig.
Nach dem Krieg war er von 1945 bis 1954 Chefarzt der Heilstätte für extrapulmonare Tuberkulose auf dem Heuberg in Stetten a.k.M. (LVA Württemberg) sowie von 1954 bis 1972 leitender Medizinaldirektor am Sanatorium Sonnenwende in Bad Dürkheim (LVA Rheinland-Pfalz). Nach Auflösung des Sanatoriums Sonnenwende ließ er sich in eigener Praxis in Bad Dürkheim nieder. Kastert verband eine langjährige, enge Zusammenarbeit und Freundschaft mit dem späteren Nobelpreisträger Werner Forßmann, der bei Kastert urologische Tuberkulosebehandlungen übernahm.
Kasterts bahnbrechende Leistung bei der Behandlung der Spondylitis Tuberculosa der Wirbelsäule (Wirbelkörper-Tuberkulose) bestand u. a. darin, als Erster den direkten Eingriff am Wirbelkörper selbst zu wagen, den Tuberkuloseherd auszuräumen und lokal mit Penicillin zu behandeln. Durch seine von den meisten Kollegen für undurchführbar gehaltene Operationsmethode konnten Patienten vor langjähriger Lagerung im Gipsbett und entstellender Deformierung der Wirbelsäule (Tbc-Buckel) bewahrt werden. Die meisten Patienten konnten nach vergleichsweise kurzer Zeit das Krankenhaus geheilt verlassen. Die Sterblichkeit sank von 80 % auf unter 1 %. Kastert wurde hierfür im Jahr 1964 der Paul-Huebschmann-Preis sowie im Jahr 1971 die Honorarprofessur der Universität Mainz verliehen. Durch Kasterts Beitrag zur Erweiterung des operativen Spektrums der orthopädischen Chirurgie bei der Bekämpfung der Tbc wurden auch die sozialen Aspekte der Krankheit berücksichtigt und die Abtrennung der orthopädischen Chirurgie von der Chirurgie als eigenständige Disziplin vorangetrieben. Neben seinem Haupttätigkeitsfeld der chirurgischen Tuberkulosebehandlung, geht auf ihn u. a. das Hoffa-Kastert-Syndrom als eigenständige Erkrankung des Kniegelenks zurück.

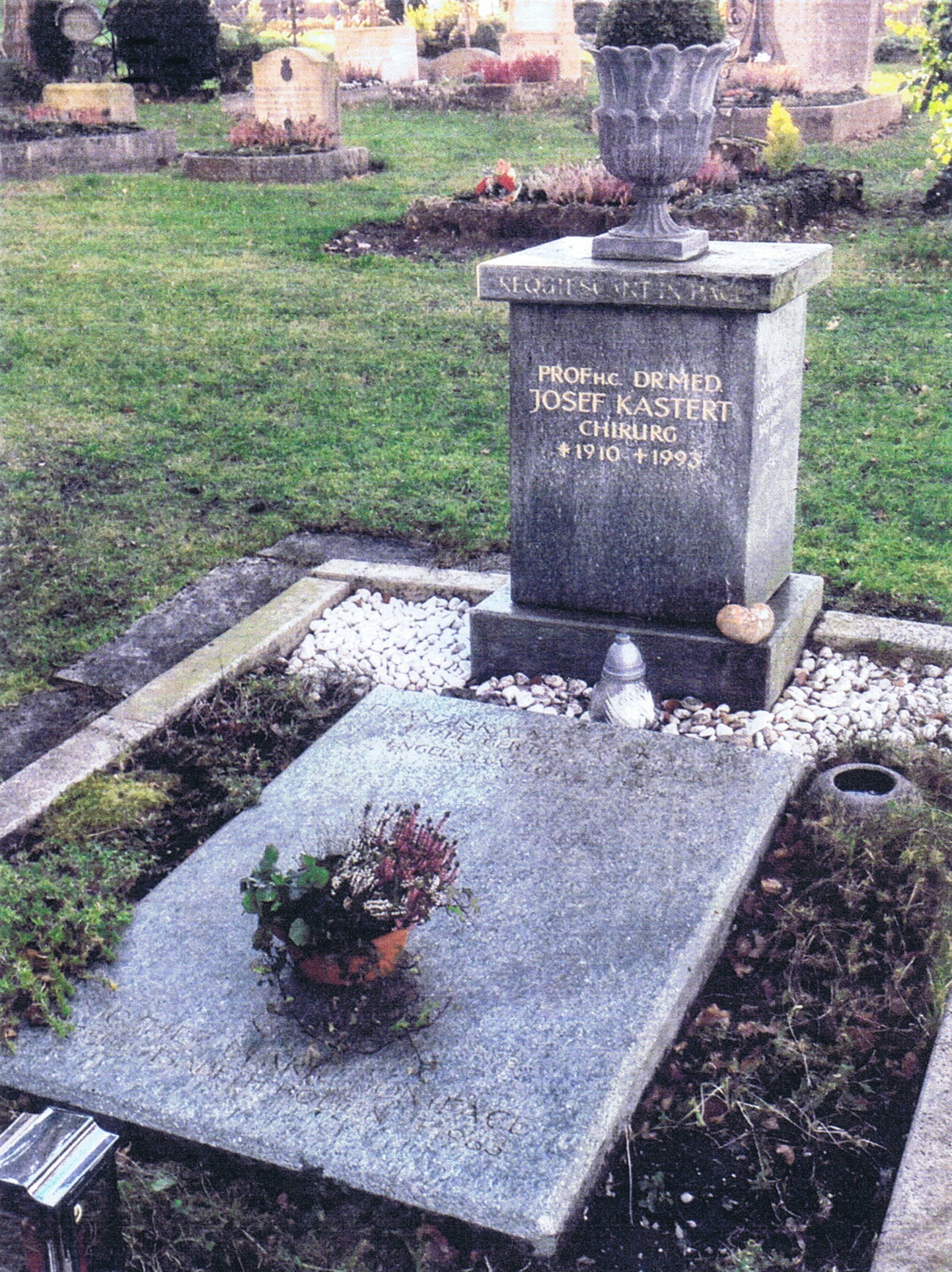
Grab Kasterts auf Gut Rieden

Josef Kastert war mit Franziska Maria Bolten verheiratet. Aus der Ehe gingen zwei Kinder hervor, von denen sein Sohn Hans-Bernhard Kastert ebenfalls Mediziner wurde. Josef Kastert starb am 24. Januar 1993 in Bad Dürkheim und liegt auf dem Friedhof der Filialkirche St. Peter und Paul des Starnberger Ortsteils Rieden begraben.

## Auszeichnungen/Ehrungen/Mitgliedschaften
- 1964 Paul-Huebschmann-Preis (Medaille in Gold und Geldpreis)[14]
- 1971 Honorarprofessur der Universität Mainz
- 1979 Ernennung zum Ehrenmitglied der Gesellschaft für Lungenkrankheiten und Tuberkulose
- Mitglied der Gesellschaft für Lungenkrankheiten zur radikalen Beseitigung der Tbc
- Mitglied der Deutschen Gesellschaft für orthopädische Chirurgie
- Freundeskreis dankbarer Betroffener[15]

## Werke
Josef Kastert veröffentlichte zahlreiche Beiträge in diversen chirurgischen Fachzeitschriften und -bänden, insbesondere tat er sich aber als Vortragender bei unzähligen nationalen und internationalen Fachkongressen und Lehrveranstaltungen zur chirurgischen Tuberkulosebehandlung nach dem Zweiten Weltkrieg hervor, bei denen er seine Operationsmethoden unzähligen Chirurgen demonstrierte.